# James A. Weidenhammer
James A. Weidenhammer (* 1. März 1918 in Allentown, Pennsylvania; † 26. Januar 2013 in Poughkeepsie) war ein US-amerikanischer Computeringenieur.
Weidenhammer studierte Maschinenbau an der Lehigh University mit dem Bachelor-Abschluss und war ab 1938 als Ingenieur bei IBM in deren Entwicklungslabor in Endicott tätig. Ab 1949 arbeitete er im Entwicklungszentrum von IBM in Poughkeepsie, wo er für die Entwicklung der Elektromechanik des Magnetbandsystems für die IBM 701 verantwortlich war, die IBM 726. Mit Walter Buslik entwickelte er die Vacuum Column, die den Einsatz von Magnetband als Computerspeicher erst ermöglichte, da schnelle Beschleunigungen des Bandes beim Starten und Stoppen nötig waren. Dabei durfte das Magnetband – das vorher vor allem in der Tontechnik verwendet worden war – nicht beschädigt werden. Weidenhammer und Buslik erreichten das durch Ansaugen mit einem Vakuum ähnlich wie bei einem Staubsauger.
1988 erhielt er mit anderen den Computer Pioneer Award. 1964 wurde er IBM Fellow.